# Boris Sekulić
Boris Sekulić [boris sekulič] (srbskou cyrilicí Борис Секулић; * 21. října 1991, Bělehrad) je slovenský fotbalový obránce či záložník a reprezentant narozený v Srbsku, od února 2019 hráč polského mužstva Górnik Zabrze. V zahraničí působil na klubové úrovni v Bulharsku. Jeho fotbalovými vzory jsou Nemanja Vidić a Maicon, oblíbeným klubem FK Crvena zvezda. Občanem Slovenské republiky se stal 23. srpna 2017.

## Klubová kariéra
Je odchovancem týmu FK Zemun. Před ročníkem 2009/10 se propracoval do seniorské kategorie, obratem však odešel na roční hostování do Grafičaru Bělehrad. V hlavním městě Srbska setrval i v létě 2010, kdy vedly jeho kroky na přestup do celku FK Bělehrad.

### MFK Košice
V průběhu sezony 2011/12 zamířil do zahraničí, upsal se slovenskému mužstvu MFK Košice. Nejprve hrál za rezervu, poté začal nastupoval za první tým. V dresu "áčka" Košic debutoval 3. 3. 2012 v ligovém utkání 20. kola proti Tatranu Prešov (výhra 1:0), nastoupil na celý zápas. V sezoně 2011/12 odehrál 13 ligových střetnutí, v následujícím ročníku nastoupil ke 32 utkáním v lize.

#### Sezóna 2013/14
Svůj první ligový gól za Košice dal ve třetím kole proti klubu FC Nitra (výhra 4:2), když ve 29. minutě otevřel skóre zápasu. Podruhé se střelecky prosadil až na jaře 2014, když 15. 3. dal jedinou branku střetnutí v souboji s týmem MŠK Žilina. Prosadil se i odvetě proti Žilině, když v posledním 33. kole hraném 31. května 2014 v 79. minutě srovnal na 2:2. Košice remízový stav neudržely a prohrály na hřišti soupeře 2:3. V sezóně 2013/14 vyhrál s týmem slovenský fotbalový pohár, ve finále 1. května 2014 jeho mužstvo porazilo Slovan Bratislava v poměru 2:1. Celkem si připsal během roku 31 ligových startů.

#### Sezóna 2014/15
5. 7. 2014 nastoupil k zápasu Superpoháru, kde se Košice střetly s tehdejším mistrem Slovanem Bratislava, kterému podlehly na jeho hřišti 0:1. Díky triumfu v domácím poháru se s mužstvem představil ve 2. předkole Evropské ligy UEFA 2014/15 proti Slovanu Liberec, kterému podlehlo 0:1 a 0:3. Poprvé v ročníku se střelecky prosadil proti Spartaku Trnava (výhra 2:0), když ve 26. minutě dal rozhodující gól utkání na 1:0. Druhou branku v ročníku vsítil 8. listopadu 2014 proti klubu FK AS Trenčín (výhra 2:0). V dubnu 2014 stejně jako někteří další hráči v Košicích skončil. V ročníku si připsal 25 ligových střetnutí.

### ŠK Slovan Bratislava
V červnu 2015 se dohodl na tříleté smlouvě se Slovanem Bratislava, kam přišel jako volný hráč.

#### Sezóna 2015/16
Se Slovanem postoupil přes gibraltarský tým Europa FC (výhry 6:0 a 3:0) a mužstvo UC Dublin z Irska (výhry 1:0 a 5:1) do třetího předkola Evropské Ligy UEFA 2015/16, kde klub po prohře 0:2 a remíze 3:3 vypadl s ruským celkem FK Krasnodar.
Ligový debut si odbyl v úvodním kole hraném 19. 7. 2015 proti ViOnu Zlaté Moravce, nastoupil na celých 90 minut a pomohl k výhře 2:1. Se Slovanem na jaře 2016 došel až do finále slovenského poháru, kde tým podlehl v utkání hraném v Trnavě celku AS Trenčín 1:3. Během sezony odehrál 31 ligových zápasů.

#### Sezóna 2016/17
S klubem se představil v prvním předkole Evropské ligy UEFA 2016/17 proti albánskému týmu KF Partizani. Úvodní zápas skončil bezbrankovou remízou, ale odveta v Senici se neuskutečnila. Partizani bylo přesunuto do druhého předkola Ligy mistrů UEFA 2016/17 na místo tehdejšího albánského mistra KF Skënderbeu Korçë vyloučeného kvůli podezření z ovlivňování zápasů a Slovan postoupil automaticky do dalšího předkola. Ve druhém předkole "belasí" remizovali 0:0 a prohráli 0:3 s mužstvem FK Jelgava z Lotyšska a vypadli.
V 10. kole proti Trenčínu (prohra 1:2) se zranil a musel ho vystřídat ve 40. minutě Lorenzo Burnet. Kvůli zranění následně chyběl trenérům až do konce podzimu 2016. V listopadu 2016 uzavřel stejně jako jeho spoluhráč Seydouba Soumah se Slovanem nový kontrakt do léta 2020. Před jarní částí ročníku byl zvolen kapitánem týmu, tuto funkci vykonával také v několika podzimních zápasech. V sezoně 2016/17 získal se Slovanem domácí pohár, když společně se svými spoluhráči porazil ve finále hraném 1. května 2017 na stadionu NTC Poprad tehdy druholigový celek MFK Skalica v poměru 3:0. Celkem v ročníku nastoupil v lize k 22 střetnutím.

#### Sezóna 2017/18
23. června 2017 odehrál za mužstvo celých devadesát minut v utkání Česko-slovenského Superpoháru hraného v Uherském Hradišti proti českému celku FC Fastav Zlín, kterému Slovan Bratislava podlehl v penaltovém rozstřelu. V odvetě prvního předkola Evropské ligy UEFA 2017/18 se střelecky prosadil proti arménskému mužstvu FC Pjunik Jerevan (výhra 5:0), Slovan postoupil i díky výhře 4:1 z úvodního střetnutí do druhého předkola, v němž po prohrách 0:1 a 1:2 s klubem Lyngby BK z Dánska vypadl. Svoji první ligovou branku v sezoně 2017/18 vstřelil ve druhém kole hraném 29. 7. 2017 v souboji s ViOnem Zlaté Moravce – Vráble (výhra 2:1), když v šesté minutě otevřel skóre zápasu. Podruhé v ročníku skóroval ve 14. kole proti Senici (remíza 2:2), v sedmé minutě vsítil úvodní gól střetnutí. 1. května 2018 nastoupil za Slovan ve finále slovenského poháru hraného v Trnavě proti celku MFK Ružomberok, "belasí" porazili svého soupeře v poměru 3:1 a obhájili tak zisk této troje z předešlé sezony 2016/17. 21. 5. 2018 byl stejně jako jeho spoluhráč Aleksandar Čavrić zvolen do nejlepší jedenáctky ročníku 2017/18 Fortuna ligy. Během roku odehrál 29 ligových utkání. V červnu 2018 ve Slovanu po oboustranné dohodě mezi hráčem a vedením klubu překvapivě skončil.

### PFK CSKA Sofia
Před sezonou 2018/19 zamířil jako volný hráč (zadarmo) do Bulharska, kde se dohodl na smlouvě s mužstvem PFK CSKA Sofia. S CSKA postoupil přes lotyšský klub Riga FC (výhry 1:0 a 5:4 po penaltách) a tým FC Admira Wacker Mödling z Rakouska (výhry 3:0 a 3:1) do třetího předkola Evropské ligy UEFA 2018/19, ve kterém Sofia vypadla po dvou prohrách 1:2 s dánským mužstvem FC København. Svoje první střetnutí v lize za CSKA absolvoval 22. 7. 2018 v úvodním kole v souboji s celkem PFK Lokomotiv Plovdiv (výhra 2:0), nastoupil na celých devadesát minut. Na podzim 2018 si připsal celkem 12 zápasů v lize. Na začátku ročníku hrál pravidelně, ale na konci podzimní části ze sestavy vypadl a v únoru 2019 v Sofii předčasně skončil.

### Górnik Zabrze
Na konci zimního přestupového období sezony 2018/19 odešel na přestup do polského klubu Górnik Zabrze, ve kterém uzavřel půlroční kontrakt s následnou opcí na dvanáct měsíců.

## Klubové statistiky
Aktuální k 20. únoru 2019
| Sezona    | Klub                         | Soutěž       | Zápasy | Góly |
| --------- | ---------------------------- | ------------ | ------ | ---- |
| 2009/2010 | FK Grafičar Bělehrad (host.) | 3. liga      | –      | –    |
| 2010/2011 | FK Bělehrad                  | 3. liga      | –      | –    |
| 2011/2012 | FK Bělehrad                  | 3. liga      | –      | –    |
| 2011/2012 | MFK Košice                   | Corgoň liga  | 13     | 0    |
| 2012/2013 | MFK Košice                   | Corgoň liga  | 32     | 0    |
| 2013/2014 | MFK Košice                   | Corgoň liga  | 31     | 3    |
| 2014/2015 | MFK Košice                   | Fortuna liga | 25     | 2    |
| 2015/2016 | ŠK Slovan Bratislava         | Fortuna liga | 31     | 0    |
| 2016/2017 | ŠK Slovan Bratislava         | Fortuna liga | 22     | 0    |
| 2017/2018 | ŠK Slovan Bratislava         | Fortuna liga | 29     | 2    |
| 2018/2019 | PFK CSKA Sofia               | A grupa      | 12     | 0    |
| 2018/2019 | Górnik Zabrze                | Ekstraklasa  |        |      |

## Reprezentační kariéra

### A-mužsto
V A-týmu Slovenské reprezentace debutoval pod trenérem Jánem Kozákem v přátelském zápase hraném v Bangkoku 25. března 2018 proti Thajsku (výhra 3:2), odehrál celý zápas.

### Reprezentační zápasy
Zápasy Borise Sekuliće v A-týmu slovenské reprezentace
| 2018               | 2 | 0 |
| Celkem             | 2 | 0 |
| Platí k 4. 6. 2018 |   |   |